# 長野県諏訪養護学校
長野県諏訪養護学校（ながのけん すわようごがっこう）は、長野県諏訪郡富士見町に所在する特別支援学校。長野県富士見高等学校内に「ふじみの森分教室」を設置している。  

## 概要
通学区域は岡谷市、下諏訪町、諏訪市、茅野市、原村、富士見町。  
スクールバスを岡谷方面、下諏訪方面、諏訪方面、茅野・原村方面、諏訪・茅野方面の5路線で運行している。  
寄宿舎を併設している。  
富士見町立富士見小学校や富士見町立富士見中学校との交流活動を実施している。
ふじみの森分教室は、公共交通機関などを利用して自力通学が可能な生徒を対象としており、定員は8名である。

## 沿革
- 1957年（昭和32年）9月1日 - 下諏訪小中学校信濃整肢療護園分室認可（肢体不自由）。特殊学級2学級設置、児童生徒46名[5]。
- 1962年（昭和37年）9月1日 - 長野県諏訪養護学校設置。10月1日開校。初代校長・滝沢石。
- 1963年（昭和38年）9月1日 - 第二期工事完成。「みずうみ寮」開寮、39名収容。
- 1964年（昭和39年）9月1日 - 稲荷山分教室開設。
- 1968年（昭和43年）5月6日 - 高等部校舎完成。高等部寮「たかつき寮」落成。
- 1969年（昭和44年）4月1日 - 稲荷山養護学校が独立。
- 1978年（昭和53年）4月1日 - 訪問教育開始。
- 1981年（昭和56年）4月1日 - 花田分校開校。
- 1982年（昭和57年）4月1日 - スクールバス運行開始。
- 1986年（昭和61年）4月1日 - 花田養護学校が独立。
- 1992年（平成4年）10月30日 - 諏訪養護学校開校30周年記念式典。
- 1993年（平成5年）4月6日 - 富士見町へ改築移転、知的障害養護学校に校種変更。
- 1993年（平成5年）9月3日 - 新校舎竣工式挙行。
- 1996年（平成8年）9月1日 - 新校歌制定。
- 1997年（平成9年）9月1日 - 長野冬季オリンピック聖火ランナー6名伴走。
- 1998年（平成10年）3月5日 - 長野冬季パラリンピック開会式に高等部生徒参加。
- 2000年（平成12年）12月1日 - パソコン教室設置、インターネット接続開始。
- 2002年（平成14年）9月30日 - 諏訪養護学校開校40周年記念式典。
- 2004年（平成16年）9月4日 - 校庭の築山土盛り完成。
- 2006年（平成18年）5月 - 同窓会館完成、竣工式。
- 2007年（平成19年）11月30日 - 学校プール上屋改修完了。
- 2009年（平成21年）7月 - PTA会報「すずらん」創刊。
- 2010年（平成22年）9月 - 校舎増築、多目的教室「ふれあいルーム」完成。
- 2012年（平成24年）10月6日 - 諏訪養護学校開校50周年記念式典。
- 2015年（平成27年）11月 - 校舎屋根トップライト部分の改修工事完了。
- 2016年（平成28年）4月 - 「ほかほかグループ」発足。
- 2016年（平成28年）7月 - 寄宿舎各部屋にエアコン設置完了、校舎周囲の舗装工事完了。
- 2019年（令和元年）4月1日 - 富士見高等学校内に「ふじみの森分教室」開室。
- 2020年（令和2年）3月 - 新型コロナウイルス感染症流行により卒業式前に休校。
- 2020年度（令和2年度） - 新型コロナウイルス感染症対応の学校運営（入学式・卒業式の規模縮小、プール使用中止、すわよう祭中止、県内修学旅行など）。GIGAスクールネット環境整備。
- 2021年度（令和3年度） - コロナ禍での学校運営（ICT機器活用・3密回避・すわよう祭中止）。
- 2022年度（令和4年度） - すわよう祭再開、校庭遊具新設、ビヤグリ沢蛍橋新設。諏訪養護学校開校60周年。校舎屋根塗装工事。
- 2023年度（令和5年度） - 新型コロナウイルス感染症が5類となり、多くの活動が再開。
- 2024年度（令和6年度） - 校舎増築工事竣工。

## 児童・生徒数
| 学部   | 2025年 |
| ------ | ------ |
| 小学部 | 78名   |
| 中学部 | 34名   |
| 高等部 | 83名   |
| 分教室 | 19名   |
| 計     | 215名  |

## 所在地
本校
〒399-0211　長野県諏訪郡富士見町富士見南原山11623-1
ふじみ野分教室
〒399-0211  長野県諏訪郡富士見町富士見3330（長野県富士見高校内） 

## アクセス
- JR富士見駅より徒歩20分
- 中央自動車道諏訪南インターチェンジより車で3分